# Домброва (гміна Пшикона)
Домброва (пол. Dąbrowa) — село в Польщі, у гміні Пшикона Турецького повіту Великопольського воєводства.
Населення — 59 осіб (2011).
У 1975-1998 роках село належало до Конінського воєводства.

## Демографія
Демографічна структура станом на 31 березня 2011 року:
|          | Загалом | Допрацездатний вік | Працездатний вік | Постпрацездатний вік |
| -------- | ------- | ------------------ | ---------------- | -------------------- |
| Чоловіки | 34      | 8                  | 24               | 2                    |
| Жінки    | 25      | 1                  | 18               | 6                    |
| Разом    | 59      | 9                  | 42               | 8                    |